# André Campos Moreira
André Campos Moreira (ur. 2 grudnia 1995 w Ribeirão) – portugalski piłkarz występujący na pozycji bramkarza w saudyjskim klubie Al-Raed FC. Wychowanek Ribeirão, w swojej karierze grał także w takich zespołach jak Moreirense FC, União Madeira oraz CF Os Belenenses. Były młodzieżowy reprezentant Portugalii.